# رامان سينغ
رامان سينغ (بالهندية: रमन सिंह)‏ (بالإنجليزية: Raman Singh)‏ هو طبيب وسياسي هندي، ولد في 15 أكتوبر 1952 في كاواردا في الهند. حزبياً، نشط في بهاراتيا جاناتا.

## مناصب
- انتخب Chief Minister of Chhattisgarh  [لغات أخرى]‏ (7 ديسمبر 2003 – 16 ديسمبر 2018).
- انتخب Member of the Legislative Assembly (India) [الإنجليزية]‏.
- انتخب Member of the Madhya Pradesh Legislative Assembly ‏.
- انتخب Member of the Chhattisgarh Legislative Assembly ‏ عن دائرة Rajnandgaon Assembly constituency [الإنجليزية]‏ وقد انضم خلال فترته النيابية ‏  للكتلة البرلمانية بهاراتيا جاناتا.
- انتخب عضو لوك سابها [الإنجليزية]‏.